# Зелёная Роща (Марий Эл)
 Зелёная Роща  — упразднённый посёлок в Советском районе Республики Марий Эл. Входил в состав Солнечного сельского поселения.

## География
Находился в центральной части республики Марий Эл на расстоянии приблизительно 27 км по прямой на юг-юго-запад от районного центра посёлка Советский.

## История
Посёлок образован в 1978 году на базе бывшего военного объекта. Здесь была организована республиканская психотуберкулезная больница «Лесное» (с 2014 года закрыта). Госсобрание РМЭ постановило, что посёлок Зелёная Роща «утратил признаки населённого пункта и не имеет перспектив развития». Официально упразднён 10 декабря 2023 года Постановлением Государственного Собрания Республики Марий Эл.

## Население
Население составляло 170 человек (русские 39 %, мари 48 %) в 2002 году, 141 в 2010.